# Konstantínos Makridís
Konstantínos Makridís (en grec moderne : Κωνσταντίνος Μακρίδης), né le 13 janvier 1982 à Limassol à Chypre, est un footballeur international chypriote qui évolue au poste de milieu central.
Il joue actuellement à l'Apollon Limassol.

## Biographie

### Carrière
Konstantínos Makridís est formé à l'Apollon Limassol, il est prêté à l'Ethnikos Assia pour un an. La saison suivante, il est retourné à l'Apollon et sous l'encadrement de Dušan Mitošević est devenu un élément régulier de l'équipe, avec 25 apparitions. 
Mais la saison 2003/2004, sous l'encadrement d'Ilie Dumitrescu, il joue seulement 10 matchs. Ayant des problèmes avec l'entraîneur, il a demandé de quitter l'équipe. Son manager lui a proposé de signer à l'Omonia Nicosie mais l'équipe a refusé. À la toute dernière minute des transferts de janvier, il a été signé à l'APOEL Nicosie.
En janvier 2004, il a été transféré à l'APOEL Nicosie, il devient l'un des éléments-clés du dispositif de l'APOEL. Après quatre saisons et 107 matchs.  Il est considéré comme l'un des meilleurs milieux du championnat chypriote. Avec l'APOEL, il a gagné deux championnats, deux coupes et une supercoupe.
En 2008, il quitte son pays natal pour la première fois pour signe avec l'équipe ukrainien du Metalurg Donetsk avec son coéquipier Ricardo Fernandes. Il était considéré comme l'une des figures clés de l'équipe, qui ont terminé à la 4e place du championnat d'Ukraine 2008/2009 et se qualifie à la Ligue Europa 2009/2010.
Après son passage en Ukraine, il retourne à Chypre pour jouer avec l'Omonia Nicosie, où il signe un contrat de 4 ans. Il portera le numéro 13. Il s'est établi comme l'un des meilleurs joueurs de l'Omonia et il a aidé l'équipe à gagner le titre de champion de Chypre en 2010. En 2011/2012, il est nommé capitaine de l'équipe.
Après trois saisons et 84 matchs sous les couleurs de l'Omonia. Avec l'Omonia, il a gagné un championnat, deux coupes et une supercoupe.
Le 23 juin 2012, Il retourne au Metalurg Donetsk.
Après trois années passés au Metalurg Donetsk, il retourne à l'APOEL Nicosie.

### Équipe nationale
Konstantínos Makridís est convoqué pour la première fois par le sélectionneur national Momčilo Vukotić pour un match amical face au Kazakhstan le 21 février 2004. Il entre à la 56e minute à la place de Marios Nikolaou (victoire 2-1). Le 12 septembre 2007, il marque son premier but en équipe de Chypre lors d'un match des éliminatoires de l'Euro 2008 face au Saint-Marin (victoire 3-0).
Il compte 77 sélections et 5 buts avec l'équipe de Chypre depuis 2004.

## Palmarès
APOEL Nicosie
- Champion de Chypre en 2004, 2007 et 2016.
- Vainqueur de la Coupe de Chypre en 2006 et 2008.
- Vainqueur de la Supercoupe de Chypre en 2004.

 Omonia Nicosie
- Champion de Chypre en 2010.
- Vainqueur de la Coupe de Chypre en 2011 et 2012.
- Vainqueur de la Supercoupe de Chypre en 2010.

 Apollon Limassol
- Vainqueur de la Coupe de Chypre en 2016.
- Vainqueur de la Supercoupe de Chypre en 2016.

## Statistiques

### Statistiques en club
| Saison                | Club                  | Championnat           | Championnat | Championnat | Coupe(s) nationale(s) | Coupe(s) nationale(s) | Compétition(s) continentale(s) | Compétition(s) continentale(s) | Compétition(s) continentale(s) | Chypre | Chypre | Total | Total |
| Saison                | Club                  | Division              | M.          | B.          | M.                    | B.                    | Comp.                          | M.                             | B.                             | M.     | B.     | M.    | B.    |
| 2001-2002             | Ethnikos Assia        | A Kategoria           | 22          | 4           | -                     | -                     | -                              | -                              | -                              | -      | -      | 22    | 4     |
| 2002-2003             | Apollon Limassol      | A Kategoria           | 25          | 1           | -                     | -                     | -                              | -                              | -                              | -      | -      | 25    | 1     |
| 2003-2004             | Apollon Limassol      | A Kategoria           | 10          | 1           | -                     | -                     | -                              | -                              | -                              | -      | -      | 10    | 1     |
| 2003-2004             | APOEL Nicosie         | A Kategoria           | 3           | 1           | -                     | -                     | -                              | -                              | -                              | 2      | 0      | 5     | 1     |
| 2004-2005             | APOEL Nicosie         | A Kategoria           | 26          | 6           | -                     | -                     | C1                             | 2                              | 0                              | 10     | 0      | 38    | 6     |
| 2005-2006             | APOEL Nicosie         | A Kategoria           | 24          | 4           | -                     | -                     | C3                             | 6                              | 2                              | 7      | 0      | 37    | 6     |
| 2006-2007             | APOEL Nicosie         | A Kategoria           | 25          | 5           | -                     | -                     | C3                             | 4                              | 0                              | 9      | 0      | 38    | 5     |
| 2007-2008             | APOEL Nicosie         | A Kategoria           | 29          | 13          | -                     | -                     | C1                             | 2                              | 0                              | 8      | 1      | 39    | 14    |
| 2008-2009             | Metalurg Donetsk      | Premyer-Liha          | 24          | 3           | 2                     | 0                     | -                              | -                              | -                              | 7      | 1      | 33    | 4     |
| 2009-2010             | Metalurg Donetsk      | Premyer-Liha          | 5           | 0           | -                     | -                     | C3                             | 6                              | 0                              | -      | -      | 11    | 0     |
| 2009-2010             | Omonia Nicosie        | A Kategoria           | 26          | 4           | -                     | -                     | -                              | -                              | -                              | 4      | 0      | 30    | 4     |
| 2010-2011             | Omonia Nicosie        | A Kategoria           | 30          | 1           | 1                     | 0                     | C1+C3                          | 4+2                            | 0+0                            | 8      | 0      | 45    | 1     |
| 2011-2012             | Omonia Nicosie        | A Kategoria           | 28          | 4           | 5                     | 0                     | C3                             | 1                              | 0                              | 2      | 0      | 36    | 4     |
| 2012-2013             | Metalurg Donetsk      | Premyer-Liha          | 24          | 0           | 2                     | 0                     | C3                             | 4                              | 2                              | 6      | 2      | 36    | 4     |
| 2013-2014             | Metalurg Donetsk      | Premyer-Liha          | 23          | 1           | -                     | -                     | C3                             | 2                              | 0                              | 3      | 0      | 28    | 1     |
| 2014-2015             | Metalurg Donetsk      | Premyer-Liha          | 20          | 2           | 1                     | 0                     | -                              | -                              | -                              | 6      | 1      | 27    | 3     |
| 2015-2016             | APOEL Nicosie         | A Kategoria           | 14          | 0           | 1                     | 0                     | C1+C3                          | 6+3                            | 0                              | 4      | 0      | 28    | 0     |
| 2015-2016             | Apollon Limassol      | A Kategoria           | 11          | 0           | 4                     | 0                     | -                              | -                              | -                              | 1      | 0      | 16    | 0     |
| Total sur la carrière | Total sur la carrière | Total sur la carrière | 369         | 50          | 16                    | 0                     | -                              | 42                             | 4                              | 77     | 5      | 504   | 59    |

### Buts en sélection
Le tableau suivant liste tous les buts inscrits par Konstantínos Makridís avec l'équipe de Chypre.